# Analogi (biologi)
Analog indenfor biologi refererer til ligheder i funktion og form mellem forskellige organismer, der ikke er genetisk relaterede og som ikke deler en fælles forfader. Disse ligheder skyldes evolutionære tryk, der påvirker forskellige arter på lignende måder og fører til konvergent evolution.
Eksempler på analoge træk inkluderer f.eks. vinger hos insekter og fugle, som udvikles uafhængigt af hinanden, men udfører den samme funktion, nemlig at give mulighed for flyvning. En anden analogi kan findes mellem de bioluminescerende organer hos fisk og svampe, som ikke deler en fælles forfader, men udviklede disse organer separat for at opnå samme formål, nemlig at tiltrække bytte eller for at undgå rovdyr.
Analoge træk opstår på grund af de samme selektionspres, som påvirker forskellige arter på lignende måder. Dette kan føre til konvergent evolution, hvor forskellige arter udvikler lignende træk for at løse de samme problemer i deres miljø.
Analog biologi er vigtig, fordi det kan hjælpe os med at forstå, hvordan evolutionen fungerer og hvordan organismer tilpasser sig deres miljø. Det kan også hjælpe os med at forudsige, hvordan forskellige arter vil udvikle sig i fremtiden, når de udsættes for forskellige selektionspres.
 Der er for få eller ingen kildehenvisninger i denne artikel, hvilket er et problem. Du kan hjælpe ved at angive troværdige kilder til de påstande, som fremføres i artiklen.